# Martin Kotůlek
Martin Kotůlek (ur. 11 września 1969 w Ołomuńcu) – czeski piłkarz który występował na pozycji obrońcy.

## Kariera klubowa
W młodości piłkarz grał w lokalnych klubach SK Těšetice (1976–1979) i TJ Náměšť na Hané (1980–1986). Pierwszym profesjonalnym klubem piłkarza była Sigma Ołomuniec, w której rozpoczął grę w 1986 roku. W ciągu trzech lat w klubie wystąpił na boisku 19 razy. W sezonie 1989/1990 grał już w Dukli Bańskiej Bystrzycy. W ciągu całego sezonu rozegrał 39 spotkań. Po występach na Słowacji powrócił do swojego poprzedniego klubu. W Ołomuńcu pozostał przez 10 lat. W ciągu tego czasu, w barwach Sigmy rozegrał 237 meczów i strzelił 9 bramek. W 2000, w wieku 31 lat rozpoczął grę w pierwszoligowym FC Stavo Artikel Brno. W Brnie występował do 2004 roku, grał w 90 meczach i strzelił 3 bramki. Kolejnym zespołem piłkarza była SFC Opawa. W sezonie 2004/2005 rozegrał w niej 27 spotkań. Klub zajął ostatnie miejsce w I lidze. Ostatnim klubem zawodnika był drugoligowy 1. HFK Ołomuniec, w którym do 2008 roku rozegrał 33 spotkania i strzelił 1 gola.

## Kariera reprezentacyjna
W reprezentacji Czechosłowacji rozegrał jeden mecz w 1991 przeciwko Brazylii (wszedł na boisko w 30 minucie), jego drużyna przegrała 1:2. W reprezentacji Czech zadebiutował 6 czerwca 1994 w wygranym 3:1 meczu przeciwko Irlandii. W 1996 został powołany na Euro 1996. Wystąpił w półfinałowym meczu przeciwko Francji, który zakończył się po serii rzutów karnych, 6:5 dla drużyny z Czech. W tym meczu Martin Kotůlek wszedł na boisko w 70 minucie w miejsce Radka Druláka. Ostatecznie jego drużyna zajęła 2. miejsce podczas turnieju, ulegając w finale Niemcom 1:2 po dogrywce. W tym samym roku wystąpił także w 2 meczach podczas Turnieju o Puchar króla Hassana II (Czechy zajęły 1. miejsce). W latach 1997 i 1998 rozegrał po jednym meczu w barwach narodowych.